# NApOc Ary Rongel (H-44)
O NApOc Ary Rongel (H-44), anteriormente Polar Queen, é um navio de apoio oceanográfico da Marinha do Brasil. É conhecido pela alcunha de "Gigante Vermelho" 

## História
O Polar Queen foi construído na Noruega em 1981. Realizava pesquisas sobre focas nas regiões austrais e serviço de apoio logístico no Mar do Norte e na Antártica. Foi adquirido pela Marinha do Brasil e incorporado em 25 de abril de 1994 para substituir o Barão de Teffé (H-42). Desde então, constitui-se em meio de apoio indispensável para a consecução do Programa Antártico Brasileiro (PROANTAR).

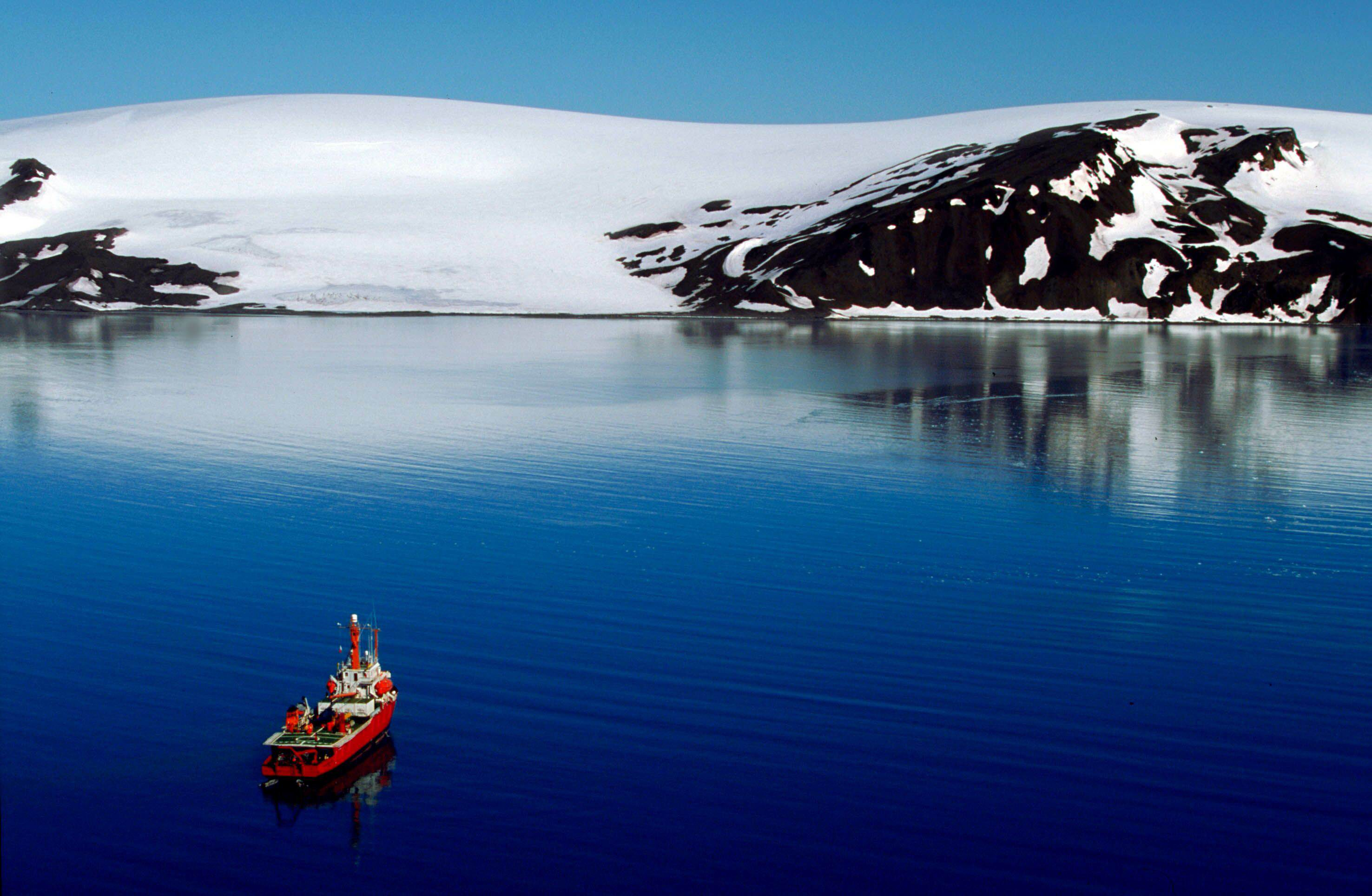
Ary Rongel na Antártida.

A sua missão principal é a de prestar apoio logístico à Estação Antártica Comandante Ferraz (EACF) e aos refúgios e acampamentos antárticos utilizados pelo PROANTAR. Paralelamente, realiza a coleta de dados hidrográficos, oceanográficos e meteorológicos em apoio às atividades do Centro de Hidrografia da Marinha (CHM) e de projetos científicos desenvolvidos pelo PROANTAR.
O Navio dispõe de um laboratório para Hidrografia (Laboratório AV), um laboratório para Oceanografia (Laboratório AR) - ambos com interligação de cabos diversos com o Passadiço, e energia estabilizada 220 VAC 60 Hz. Possui, também, um contêiner para apoio a pesquisas. Possui dois guindastes (5t e 2,5 t, respectivamente) e guincho oceanográfico com cabo eletromecânico com capacidade de lança uma rossete até 5 000 m de profundidade. 